# Parafia Narodzenia Najświętszej Maryi Panny w Niekłończycy
Parafia pw. Narodzenia Najświętszej Maryi Panny w Niekłończycy – parafia rzymskokatolicka, należąca do dekanatu Police, archidiecezji szczecińsko-kamieńskiej, metropolii szczecińsko-kamieńskiej. Erygowana 28 czerwca 2015 r. W parafii posługują księża diecezjalni. Według stanu na wrzesień 2018 proboszczem parafii był ks. Jarosław Grybko. 

## Miejsca święte

### Kościół parafialny
Kościół pw. Narodzenia Najświętszej Maryi Panny w Niekłończycy